# IC 3949
IC 3949 је лентикуларна галаксија у сазвјежђу Береникина коса која се налази на листи објеката дубоког неба у Индекс каталогу.
Деклинација објекта је + 27° 49' 59" а ректасцензија 12h 58m 56,6s. Привидна величина (магнитуда) објекта IC 3949 износи 14,1 а фотографска магнитуда 15,1. IC 3949 је још познат и под ознакама UGC 8096, MCG 5-31-52, CGCG 160-212, KUG 1256+281, DRCG 27-89, PGC 44524.